# Gai-Kodzor
Gai-Kozdor (en armenio: Հայկաձոր y en ruso: Гай-Кодзор) es un seló del ókrug urbano de la ciudad-balneario de Anapa del krai de Krasnodar, en el sur de Rusia. Está situado en las vertientes occidentales del Cáucaso occidental, 9 km al sureste de la ciudad de Anapa y 123 km al oeste de Krasnodar. Tenía 2 968 habitantes en 2010. El 85 % de la población es de etnia armenia.
Es cabeza del municipio rural Gaikozdorskoye, al que pertenecen asimismo Zariá y Rasvet.

## Historia
El asentamiento Galkina Shchel (por el apellido del arrendador) se estableció en 1908 en tierras de Rayevskaya. En 1915-1916 se trasladaron aquí refugiados armenios procedentes de la región de Trebisonda. En 8 de octubre de 1925, este asentamiento y 5 jútores armenios, entre los que destacaba Ashjadank, se unieron en el seló Gai-Kodzor con la intención de centralizar el asentamiento para posibilitar que se instalara una escuela en la localidad.
Durante la época soviética se estableció un koljós y se mejoraron las infraestructuras , dotándose a la localidad de gas natural, una escuela, un club de cultura y un jardín de infancia, entre otros establecimientos.

## Lugares de interés

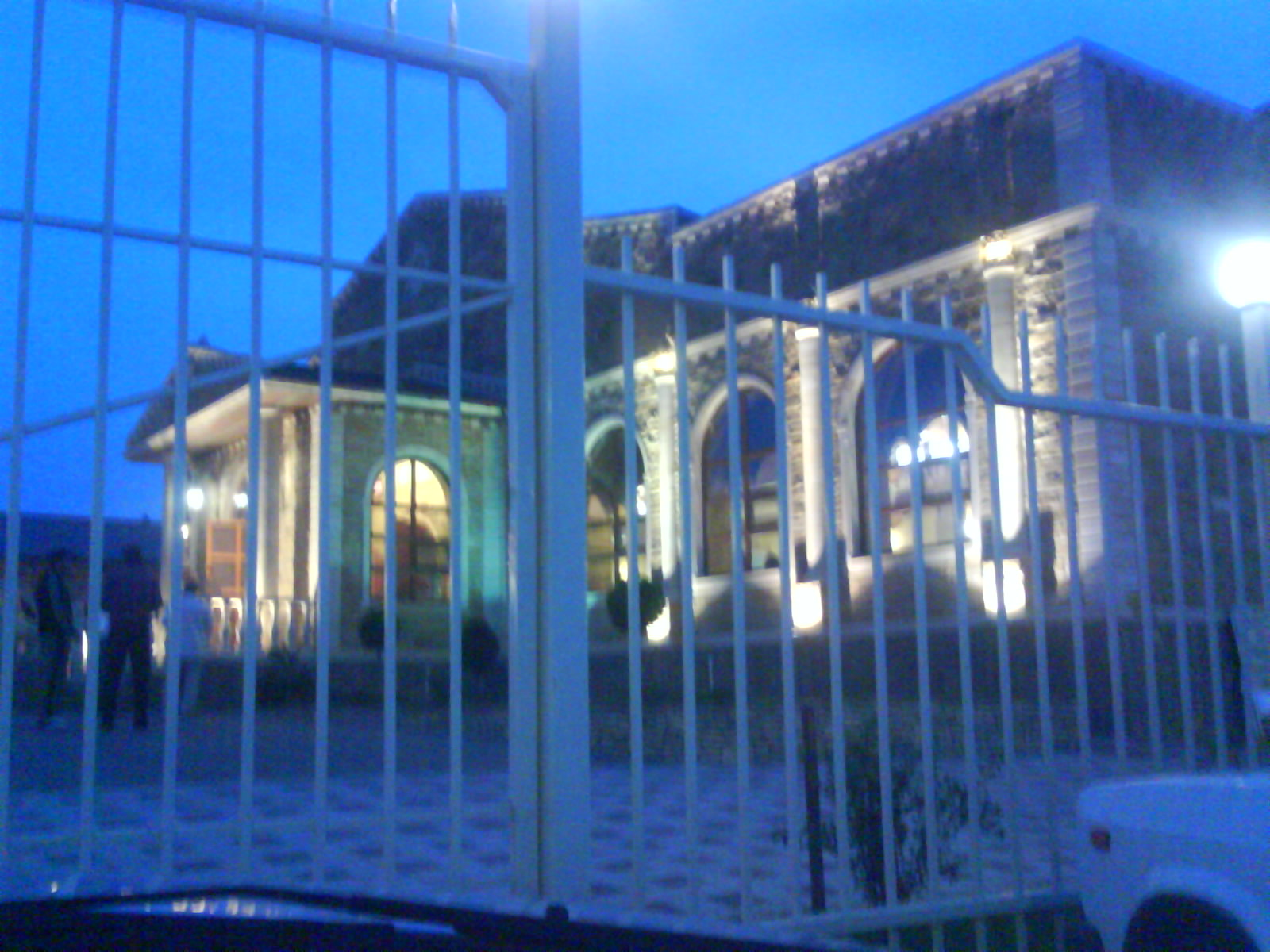
Centro cultural Arin Berd.

En Gai-Kodzor se halla el centro cultural armenio Arin Berd, un complejo cultural que incluye un restaurante, una sala de fiestas, una cafetería un mercado armenio y una sala de conferencias. Fue construido en 2008, en la fiesta del centenario de Gai-Kozdor. Se trata de una edificación realizada en el estilo de la época del emperador armenio Tigranes II el Grande. En el centro se celebran fiestas, exposiciones y actuaciones de conjuntos culturales armenios.
Cabe destacar la iglesia armenia de Surb Sargis, construida en 1997, y el jachkar allí instalado. Cada año, el 28 de mayo, se celebra la fiesta del jachkar.

## Economía
En las montañas inmediatas a la localidad se sitúa la pequeña propiedad vinícola Vinogradniki Gai-Kodzora. Entre 2006 y 2009 se plantaron 70 ha de viñas. En ella se cultivan variedades francesas de uva, que no eran cultivadas anteriormente en Rusia.

## Educación y cultura
La población cuenta con un guardería para bebés, un jardín de infancia y la escuela de enseñanza media nº14.
El grupo folclórico de danzas armenias Ajpiur tiene su base en la localidad. Participan en festividades armenias en todo el krai.